# Zeiten des Umbruchs
Zeiten des Umbruchs (Originaltitel: Armageddon Time) ist ein US-amerikanischer Spielfilm von James Gray aus dem Jahr 2022.
Das Drama wurde am 19. Mai 2022 im Wettbewerb des Filmfestivals von Cannes uraufgeführt. Der Kinostart in Deutschland war am 24. November 2022.

## Handlung
New York City, in den 1980er-Jahren: Paul lebt in einer gut situierten Familie, in der er aber nicht zurechtkommt. Nur sein Großvater versteht und fördert ihn. In der Kew Forest School in Queens lernt Paul den schwarzen Jungen Jonathan („Johnny“) kennen. Dieser lebt in ärmlichen Verhältnissen bei seiner kranken Großmutter. Die beiden Jungen freunden sich an, was jedoch Pauls Eltern aufgrund der gesellschaftlichen Unterschiede zu unterbinden versuchen.
Der Stadtbezirk wird beherrscht vom Immobilien-Unternehmer Fred C. Trump, der auch dem Schulvorstand der Privatschule Forest Manor angehört. Pauls Eltern melden Paul bei der Privatschule an, auf die auch sein älterer Bruder geht. Diese Schule hat bessere Lehrer, kleinere Klassen und sogar Computer. Paul fühlt sich an der Schule nicht wohl. Kurze Zeit darauf stirbt sein Großvater an Knochenkrebs.
Johnny und Paul haben die ihrem Alter entsprechend unausgereifte Idee nach Florida zu gehen, wo Johnny bei der NASA und Paul als Zeichner arbeiten wollen. Um die Reise dorthin zu finanzieren, stehlen sie einen Schulcomputer, um ihn zu versetzen. Dabei werden sie von der Polizei gefasst. Weil Pauls Vater den Polizeibeamten kennt, kann er seinen Sohn vom Polizeirevier abholen. Johnny bleibt in Gewahrsam.
Zu Thanksgiving findet an der Schule eine Feier statt, bei der unter anderem die ehemalige Schülerin Maryanne Trump eine Rede hält. Sie spricht darüber, dass man der Schule dankbar sein soll und dass man für seinen Erfolg hart arbeiten muss. Der Film endet abrupt, als Paul, der Künstler werden will, die Feier verlässt.

## Rezeption

### Kritiken
Nach der Premiere des Films sahen in einem rein französischen Kritikenspiegel der Website Le film français fünf der 15 Kritiker Grays Regiearbeit als Palmen-Favoriten an. Im internationalen Kritikenspiegel der britischen Fachzeitschrift Screen International erhielt Zeiten des Umbruchs 2,8 von 4 möglichen Sternen und belegte unter allen 21 Wettbewerbsbeiträgen den zweiten Platz hinter dem südkoreanischen Beitrag Die Frau im Nebel (3,2).
Auf der Website Rotten Tomatoes hält Zeiten des Umbruchs derzeit eine Bewertung von 75 Prozent, basierend auf über 200 englischsprachigen Kritiken. Das Fazit der Seite lautet: „In Armageddon Time gräbt der Drehbuchautor und Regisseur James Gray seine eigene Vergangenheit aus und kehrt mit einem gut gespielten Drama zurück, das erfrischend frei von Nostalgie ist.“ Auf Metacritic erhielt der Film eine Bewertung von 74 Prozent, basierend auf mehr als 50 ausgewerteten angloamerikanischen Kritiken.
Die Redaktion des deutschen Online-Portals Filmdienst wählte das Werk auf Platz 17 der besten Filme des Jahres 2022.
Die Deutsche Film- und Medienbewertung (FBW) zeichnete den Film mit dem Prädikat „besonders wertvoll“ aus.

### Auszeichnungen
Zeiten des Umbruchs wurde in der Filmpreissaison 2022/23 bisher für ein Dutzend internationale Film- bzw. Festivalpreise nominiert, von denen das Werk zwei Auszeichnungen gewinnen konnte.
| Filmpreis (Auswahl)                                     | Kategorie                                                 | Resultat         | Preisträger/ Nominierte        |
| ------------------------------------------------------- | --------------------------------------------------------- | ---------------- | ------------------------------ |
| Artios Awards 2023                                      | Bestes Casting – Independent- oder Studiofilm – Filmdrama | Nominiert        | Douglas Aibel, Matthew Glasner |
| Critics’ Choice Movie Awards 2023                       | Bester Nachwuchsdarsteller                                | Nominiert        | Banks Repeta                   |
| Filmfestival von Cannes 2022                            | Goldene Palme – Bester Film                               | Nominiert        | James Gray                     |
| Filmfestival von Gijón 2022                             | Bester Film                                               | Nominiert        | James Gray                     |
| Gotham Awards 2022                                      | Bestes Drehbuch                                           | Nominiert        | James Gray                     |
| Las Vegas Film Critics Society Awards 2022              | Bester Nachwuchsdarsteller                                | Nominiert        | Banks Repeta                   |
| National Board of Review Awards 2022                    | Aufnahme unter die Top-10-Filme                           | Gewonnen         | k. A.                          |
| National Society of Film Critics Awards 2023            | Bestes Drehbuch                                           | Drittplatzierter | James Gray                     |
| Santa Barbara International Film Festival 2023          | Virtuoso Award                                            | Gewonnen         | Jeremy Strong                  |
| Satellite Awards 2023                                   | Bester Nebendarsteller                                    | Nominiert        | Jeremy Strong                  |
| Washington DC Area Film Critics Association Awards 2022 | Bester Nachwuchsdarsteller                                | Nominiert        | Banks Repeta                   |